# حصان كوتوكولي
الحصان التوغولي ويسمى محلياً حصان كوتوكولي (بالفرنسية : Koto-koli cheval) هي سلالة من الخيول في غرب إفريقيا، تتواجد في توغو وبنين وبوركينا فاسو ونيجيريا. ومثل العديد من الخيول الأفريقية الأخرى، فهو مرتبط بالحصان البربري، رغم أنه أصغر حجمًا. أحد أصنافها الرئيسية هي صنف البيربا (Berba)، وموطنها الأصلي منطقة أتاكورا في شمال بنين.

## التاريخ
أصول سلالة الحصان التوغولي غامضة، بعض المصادر تعتقد أنه ينحدر من الحصان البربري، والبعض الآخر يعتقد أنه من الأحصنة الأصلية بالمنطقة. تم تربيتها تاريخيًا في قبل شعوب الكوتوكولي والبيرباس في كل من التوغو وشمال البنين.
تم وصف السلالة في عام 1922 من قبل شولكن، ثم في عام 1947 من قبل دوتريسول. وفي عام 1951، قام إيان لودر ماسون بتصنيف ماشية وخيول المنطقة، وقد أشار إلى أن حصان كوتوكولي يتواجد في نفس مناطق الأبقار القزمية، ويشكل مع الأحصنة الكاميرونية أصغر سلالات الخيول في غرب إفريقيا.
تم اكتشاف السلالة من قبل الباحث ميشيل لو كورنيك. وتمت دراستها لاحقًا من قبل عمر كوليبالي، بمساعدة سيلفي برونيل وجان لويس غورو كجزء من بحث درجة الماجستير في التنمية المستدامة في جامعة باريس السوربون. ويعتبر حصان كوتوكولي هو أفضل سلالة خيول معروفة في نيجيريا في العصر الحديث.

## وصف
يُطلق على حصان كوتوكولي اسم الحصان التوغولي كذالك، ويُعرف النوع بيربا أيضًا باسم حصان ماتيريا. تنتمي هذه السلالة لأحصنة غرب أفريقيا البربرية، لكن بحجم أصغر وأطراف رفيعة. رأسه كبير ومتصل برقبة قصيرة، الظهر والصهوة أفقية، أما الصدر ضيق والخناق مائل قليلاً.
يشير دليل ديلاشو إلى أن طول السلالة يتراوج بين 1.10 إلى 1.30 متر. أما فيما يتعلق بصنف البيربا، يشير الباحث عمر كوليبالي إلى طول يتراوح بين 1.30 و 1.35 متر.
يتمتع الحصان التوغولي بالرصانة والمتانة، ومن المحتمل أن تكون هذه الخيول مقاومة لداء المثقبيات الأفريقي، مما يمنحها اهتمامًا علميًا بالحفظ. متوسط العمر المتوقع للسلالة حوالي 30 سنة.